# Robert Ellrodt
Robert Ellrodt, né à Bagnères-de-Luchon le 10 juillet 1922 et mort le 11 octobre 2015 à Paris 15e, est un angliciste français. Il est professeur émérite à l'université Sorbonne Nouvelle - Paris 3, institut du monde anglophone.
Il fut président de l'université Sorbonne Nouvelle - Paris 3 de 1986 à 1991.
Ses domaines de recherche sont la littérature anglaise des XVIe et XVIIe siècles, la poésie romantique, le théâtre de la Renaissance en Angleterre, ainsi que l’histoire des idées.

## Formation
- Agrégé d'anglais en 1945, pensionnaire de la Fondation Thiers (49e promotion 1946-1949)[3].
- Doctorat d’État soutenu en Sorbonne en 1959, Les Poètes Métaphysiques anglais au XVIIe siècle.

## Carrière universitaire
Attaché de recherche au CNRS (1946-1949), Robert Ellrodt est chargé d'enseignement aux universités de Poitiers (1949-1950) et d'Alger (1950-1957), puis à l'université de Toulouse où il devient professeur. Élu à la Sorbonne en 1961, il est directeur du Collège franco-britannique dans la Cité internationale. Il quitte la Sorbonne en 1966 pour participer à la fondation de l'université de Nice, où il est doyen de la faculté des lettres de 1967 à 1971. Revenu en 1975 à la Sorbonne Nouvelle, il en est le Président de 1986 à 1991.
Il a été membre élu du Comité consultatif des universités, devenu Conseil national des universités (1967-1982 ; 1984-1991), et du Conseil national de l’enseignement supérieur et de la recherche. 
Il est président d'honneur de la Société des anglicistes de l'enseignement supérieur et de la Société d'Études Anglo-Américaines des XVIIe et XVIIIe siècles, ainsi que vice-président de la Société Française Shakespeare. Il est membre correspondant de la British Academy depuis 1986 et il devient membre de l'Academia Europaea en 1989.

## Publications

### Livres
- A Midnight's Trance. By William Drummond. Ed. R. Ellrodt (Oxford: Blackwell, 1950).
- Neoplatonism in the Poetry of Spenser  (Genève: Droz, 1960).
- L'inspiration personnelle et l'esprit du temps chez les poètes métaphysiques anglais, 3 vols (Paris: Corti, 1960;  vols 1 et 2 rééd. 1973).
- Seven Metaphysical Poets: A Structural Study of the Unchanging Self (Oxford  University  Press,  2000).
- John Donne. Poésie. Traduction, présentation et notes de R. Ellrodt (Paris: Imprimerie Nationale, 1993)[6].
- John Milton. Le Paradis Perdu. Traduction de Chateaubriand. Préface  et notes de  R. Ellrodt  (Paris: Gallimard, 1995)[7].
- John Keats. Poèmes. Traduction et présentation de R. Ellrodt (Imprimerie Nationale, 2000)[8].
- Shelley. Poèmes. Traduction et présentation de R. Ellrodt (Imprimerie Nationale et Actes Sud, 2006)[9].
- Montaigne et Shakespeare : l’émergence de la conscience  moderne (Paris, Éditions Corti, 2011)[10].

### Direction d’ouvrages collectifs
- Pour que l’Université ne meure…, Association Universitaire pour l’entente et la liberté (AUPEL). Paris : Le Centurion , 1977.
- Actes du groupe de recherche  sur la conscience de soi, Publication de la Faculté des Lettres et Sciences Humaines de Nice, 1re série,  vol. 48 (Paris : Belles-Lettres,  1980.
- Genèse de la conscience moderne. Études sur le développement de la conscience de soi dans les littératures du monde occidental. (Paris : Presses Universitaires de France et Publications de la Sorbonne, 1983).
- L’Acte créateur. Études réunies par Gilbert Gadoffre, Robert Ellrodt, Jean-Michel Maulpoix (Paris : PUF, 1997).

### Participation à des éditions du théâtre de la Renaissance anglaise
- “Les Poèmes de Shakespeare”, traduction et commentaire, dans Shakespeare. Œuvres Complètes, éd. Michel Grivelet et Gilles Monsarrat. Paris:  Laffont, 2002.
- Notice et Notes sur Le roi  Lear, dans  Shakespeare, Tragedies II,  éd. Jean-Michel Déprats, Gisèle Venet.  Paris: Gallimard (Pléiade), 2002[11].
- Christopher Marlowe, Le Docteur Faust, et John Ford, Dommage qu’elle soit une putain, dans Théâtre élisabéthain, éds Line Cottegnies, François Laroque et Jean-Marie Maguin. Paris : Gallimard (Pléiade), 2009.

### Participation à des ouvrages collectifs
- "Les fins et les fondements de la critique ". S.A.E.S. Actes des Congrès d'Aix-en-Provence et de Clermont-Ferrand 1966-1967  (Montpellier: Déhan, 1969).
- "George Herbert and the Religious Lyric", dans English Poetry and Prose 1540-1674, ed. Christopher Ricks, Sphere History of Literature in the English Language vol. 2 (London: Sphere Books, 1970).
- "De Platon à Traherne: l'intuition de l'instant chez les poètes métaphysiques anglais", dans Mouvements premiers, Études critiques offertes à Georges Poulet  (Paris: Corti,1972).
- "L'image de la jeune fille : de Nausicaa à Miranda", La femme en Angleterre et dans les colonies américaines aux XVIIe et XVIIIe siècles. (Publications de l'Université de Lille III, 1975).
- "Le fabuleux et l'imagination poétique dans l'œuvre de John Donne", dans De Shakespeare à T.S. Eliot, Mélanges offerts à Henri Fluchère (Paris: Didier,1976).
- "Marvell's Mind and Mystery", dans Approaches to Marvell., ed. C.A. Patrides (London: Routledge, 1978).
- "La fonction de l'image scientifique dans la poésie métaphysique anglaise", dans Hommage à Emile Gasquet  (Paris: Belles Lettres, 1978).
- "Angels and the Poetic Imagination", dans English Renaissance Studies Presented  to Dame Helen Gardner  (Oxford: Clarendon Press, 1980).
- "Structures et thèmes baroques dans Le Paradis Perdu  de John Milton", dans Figures du Baroque, éd. Jean-Marie Benoist (Presses Universitaires de France, 1983).
- "Espace et poésie de Donne à Traherne", Espaces et représentations dans le monde anglo-américain aux XVIIe et XVIIIe siècles  (Presses de l'Université de Paris-Sorbonne, 1981).
- "Shakespeare the Non-Dramatic Poet", dans The Cambridge Companion to Shakespeare Studies, ed. Stanley Wells (Cambridge University  Press, 1986).
- "Milton et la vision édénique", dans Age d'Or et Apocalypse, éds. Robert Ellrodt et Bernard Brugière (Paris: Publications de la Sorbonne, 1986).
- "Divination et esprit « métaphysique »  au  XVIIe  siècle anglais", dans Du Verbe au Geste, Mélanges en l'honneur de Pierre Danchin  (Presses universitaires de Nancy, 1986).
- "Time and the Body in the Works of Sir Thomas Browne," dans Multiple Worlds, Multiple Words. Essays in Honour of Irène Simon  (Université de Liège, 1987).
- "L'esthétique de John Donne", Le continent européen et le monde anglo-américain aux  XVIIe et XVIIIe  siècles  (Presses de l'Université de Reims, 1987).
- "Aspects de la conscience du corps dans la poésie de la Renaissance anglaise", dans Les Figures du corps, éd. Bernard Brugière (Paris: Publications de la Sorbonne, 1991).
- "Le rôle de l'instance nationale dans le recrutement et la promotion des enseignants du supérieur", dans Le gouvernement des universités: Perspectives comparatives, éds. E. Friedberg, C. Musselin (Paris: L'Harmattan, 1992).
- "The Inversion of Cultural Traditions in Shakespeare's Sonnets ", dans Shakespeare and Cultural Traditions. 1991 World Congress of the International Shakespeare Association (University of Delaware Press, 1993).
- « L’interrogation sur l’identité de Montaigne à Donne » dans Renaissances européennes et Renaissance française, dir. Gilbert Gadoffre.  (Montpellier : Editions Espace 34, 1995).
- « Origines et contraintes de l’inspiration poétique », dans  L’Acte créateur, éds G. Gadoffre,  R.Ellrodt, J.-M. Maulpoix (PUF,  1997).
- « Aspects de la modernité dans les Sermons de John Donne » dans Les sermons au temps de la Renaissance, éd.  M.-T. Jones- Davies (Klincksieck, 1999).
- « L’imagination romantique et le rêve : le « Kubla Khan » de  Coleridge », dans  Romantismes européens et  romantismes français, dir.  Pierre Brunel (Montpellier : Editions Espace 34,  2000).
- « Réfkexion sur la critique et la poétique », dans  Starobinski en mouvement, dir. Murielle Gagnebin et  Christine Savinel (Éditions  Champ Vallon, 2001).
- “Constance des valeurs humanistes chez Montaigne et chez Shakespeare”. Shakespeare et Montaigne, éds P. Kapitaniak, J. M. Maguin. (Société Française Shakespeare, 2003).
- « La perception du temps dans les  Sonnets de Shakespeare », dans Le Char  ailé du  Temps, éd. Louis Roux. (Publications de l’Université de Saint-Étienne , 2003).
- « Shakespeare’s Progress from  the narrative poems  to the  Sonnets », dans Shakespeare, poète, éds P. Kapitaniak, Yves Peyré. (Société Française  Shakespeare, 2006).
- « Comment traduire la poésie ? »  dans  Palimpsestes. Traduire, Hors Série (Presses  Sorbonne Nouvelle, 2006.
- « Genèse de la conscience de soi » dans Anthropologie(s) et humanisme, éd. Francis Jacques  (Parole et Silence, 2006)

### Principaux articles dans des périodiques
- "Réflexions sur Les Dynastes de Thomas Hardy", Les Langues Modernes  41 et 42 (1947-48).
- "Le Message de Thomas Traherne", Cahiers du  Sud  301 (1950).
- "Grandeur et Misère de Gerard Manley Hopkins", Cahiers du Sud  306 (1951).
- "Genèse et dilemme de la conscience moderne", Revue de la Méditerranée  XII (1952-53).
- "Les poètes anglais et la psychologie de l'enfant", Revue de la Méditerranée  XIV (1954).
- "An Anatomy of The Phoenix and the Turtle  ", Shakespeare Survey  1962.
- "Scientific Curiosity and Metaphysical Poetry in the Seventeenth Century", Modern Philology, 1964.
- « De Quincey et l'opium: la réalité et l'illusion", Annales du Centre Universitaire Méditerranéen, N° 20, 1966-1967.
- "Les structures fondamentales de la pensée et de la sensibilité dans l'œuvre poétique de Spenser", Etudes Anglo-Américaines, Annales de la Faculté des Lettres et Sciences Humaines de Nice,  N° 18, 1975.
- "Miracle et nature de saint Augustin à la poésie métaphysique anglaise", Réseaux, Revue interdisciplinaire de philosophie morale et politique  (Université de Mons, 1975).
- " John Donne and Mannerism ", Litterae et lingua : in honorem Premislavi Mroczkowski. Wroclaw, 1984, pp. 113-121.
- "Poésie et vérité chez John Donne", Etudes Anglaises  40 (1987).
- "Milton's Unchanging  Mind and the Early Poems", Milton Quarterly  22 (1988).
- « Délire et lucidité dans Le Roi  Lear ». Op. cit. Revue de littérature française et  comparée.  P.U.P. , novembre 1994.
- « The Search for Identity : From Montaigne to Donne ». Confluences XI.  Université Paris X – Nanterre,  1995.
- "Literary History and the Search for Certainty", New Literary History  27 (1996), 529-43 (.
- "Unchanging Forms of Identity in Literary Expression", European Review 7 (1999) ..
- « Self-consistency in the Characters of Shakespeare », The Ben Jonson Journal, vol. 13, 2006.
- « Revisiting John Donne », John Donne Journal,  vol. 26, 2007.
- « Gilles Mathis. Entretien avec Robert Ellrodt », Revue SEPTET, n° 1. (Éditions Anagrammes 2008).

## Distinctions
- Officier de la Légion d’honneur
- Commandeur des Palmes académiques
- Commandeur de l'Ordre de l'Empire britannique